# Chrom(III)-fluorid
Chrom(III)-fluorid ist eine chemische Verbindung des Chroms und zählt zu den Fluoriden. Neben der wasserfreien Verbindung existieren auch verschiedene Hydrate.

## Darstellung
Chrom(III)-fluorid erhält man durch Reaktion von Chrom(III)-oxid und Fluorwasserstoff:
{\displaystyle \mathrm {Cr_{2}O_{3}+6\ HF+9\ H_{2}O\longrightarrow 2\ [Cr(H_{2}O)_{6}]F_{3}} }
Die wasserfreie Form erhält man aus Fluorwasserstoff und Chrom(III)-chlorid:
{\displaystyle \mathrm {CrCl_{3}+3\ HF\longrightarrow CrF_{3}+3\ HCl} }

## Eigenschaften
Chrom(III)-fluorid ist ein grüner kristalliner Feststoff, der in gängigen Lösungsmitteln unlöslich ist, dessen farbigen Hydrate [Cr(H2O)6]F3 und [Cr(H2O)3]F3 · 3 H2O jedoch wasserlöslich sind. Das Trihydrat ist grün, das Hexahydrat ist violett. Die wasserfreie Verbindung sublimiert bei 1100–1200 °C.  Wie fast alle Chrom(III)-Verbindungen hat Chrom(III)-fluorid oktaedrische Chrom-Zentren. In der wasserfreien Form werden die sechs Koordinationsstellen durch Fluor besetzt. In den Hydraten sind einige oder alle der Liganden durch Wasser ersetzt. Die wässrige Lösung der Hydrate reagiert stark sauer, und ab 60 °C beginnt die Kristallwasserabspaltung der Hydrate.
Wasserfreies Chrom(III)-fluorid kristallisiert trigonal, Raumgruppe R3c (Raumgruppen-Nr. 167) mit den Gitterparametern a = 4,986 Å und c = 13,21 Å. Das Trihydrat kristallisiert trigonal in der Raumgruppe R3m (Nr. 166) mit den Gitterparametern aR = 5,668 Å und αR = 112,5° sowie einer Formeleinheit pro Elementarzelle. Das Pentahydrat kristallisiert orthorhombisch in der Raumgruppe Pbcn (Nr. 60) mit den Gitterparametern a = 10,396 Å, b = 8,060 Å und c = 7,965 Å sowie vier Formeleinheiten pro Elementarzelle.

## Verwendung
Chrom(III)-fluorid findet relativ wenig Verwendung, darunter als Korrosionsinhibitor in Rostschutzfarben, für das Beizen von Wolle und Cellulosefasern und Färben mit Beizenfarbstoffen.